# Whodini (album)
Whodini è l'album di debutto dei Whodini è stato pubblicato nel 1983 da Jive/Arista Records Records e ha prodotto due singoli : "Magic's Wand" and "The Haunted House of Rock."  "Magic Wand" appare nel videogioco Grand Theft Auto: Vice City sulla stazione radio Wildstyle Pirate Radio.

## Tracce
1. The Haunted House of Rock
2. Nasty Lady
3. Underground
4. It's All in Mr. Magic's Wand
5. Magic's Wand
6. Yours For a Night
7. Rap Machine
8. The Haunted House of Rock (Remix)